# Quinze (álbum)
Quinze é uma coletânea da banda mineira Jota Quest, lançada no dia 29 de abril de 2011. O CD duplo reúne os maiores sucessos da banda e hits de rádio, e ainda traz três faixas inéditas: “É Preciso (A Próxima Parada)” – que já é sucesso nas rádios de todo o país, “Coração (Corazón) – tema da novela Morde & Assopra da Rede Globo e “Luta de Viver”. Para completar esta comemoração, a  banda entrou em turnê e passou por 15 capitais do país. As canções da coletânea foram escolhidas por votação realizada através do site da banda, entre 15 de janeiro e 15 de fevereiro de 2011 (exceto as faixas inéditas e raras). O álbum recebeu uma indicação no Grammy Latino na categoria de Melhor Álbum de Pop Contemporâneo Brasileiro e, consequentemente, ganhou o prêmio.

## Sobre a coletânea
O álbum conta com 30 faixas, divididas em 2 CDs, um contendo 16 faixas e outro contendo 14 faixas. Quinze, nasceu como álbum simples, mas, no decorrer do processo, a banda conseguiu que a Sony lançasse um duplo (são 30 faixas ao todo). A maior parte do repertório foi selecionada a partir de votação feita pelo público no site do Jota. Mas há também material que foge daquele que foi executado maciçamente em rádio. Traz, por exemplo, a primeira gravação feita pela banda, da canção "Jogo", realizada em 1993, no estúdio Polifonia. Nos backing vocals, estão Bauxita, Play e Lílian Nunes. Dudu Marote produziu as três inéditas. São elas a balada Luta de viver (Rogério e Wilson Sideral) e Coração, versão de uma canção da banda espanhola El Canto Del Loco. A original, Corazón, foi gravada por Flausino no disco que o grupo lançou para o mercado brasileiro no ano passado. A terceira chama-se "É Preciso (A Próxima Parada), single que começou a ser executado há pouco no rádio e que nasceu de uma base criada pelo baterista Paulinho Fonseca num dos voos da banda para Buenos Aires."

### Sobre o CD 1
Do primeiro álbum J. Quest (de 1996), foram incluídos os singles "As Dores do Mundo", "Encontrar Alguém" e a faixa "Vou Pra Aí". Do segundo álbum De Volta ao Planeta (de 1998), foram incluidos todos os singles "De Volta ao Planeta", "Sempre Assim", "Tudo é Você", "Fácil" e "O Vento". Já do álbum Oxigênio (de 2000) apenas dois singles foram incluídos: "Dias Melhores" e "O Que eu Tambem Nao Entendo". Os dois singles "Oxigênio" e "Tele-Fome" foram excluídos sem nenhuma explicação. Do álbum Discotecagem Pop Variada (de 2001), foram incluídos os singles "Na Moral", "Só Hoje" e "Mais Uma Vez". Do álbum MTV ao Vivo (Jota Quest) (de 2003), foram incluídos os singles "Amor Maior" e "Do Seu Lado". Para finalizar o álbum, a última faixa é a inédita "Coração" que está na trilha sonora da novela "Morde & Assopra".

### Sobre o CD 2
A primeira faixa é a inédita e novo single "É Preciso (A Próxima Parada)". A segunda faixa é também inédita, a faixa "Luta de Viver". Do álbum Até Onde Vai (de 2005) foram incluidos os singles "Alem do Horizonte", "O Sol", "Já Foi" e "Palavras de um Futuro Bom". A faixa-título "Até Onde Vai" foi excluída da coletânea. Do último álbum La Plata (de 2008), foram incluidos os singles "La Plata", "Seis e Trinta", "Vem Andar Comigo" e "Tudo Me Faz Lembrar Você" e a não-single "So Special". Do "La Plata" foi excluida a faixa "Unico Olhar" que foi single. A faixa "Get Back" é um cover dos "Beatles" que foi incluida no álbum "Beatles '69". Ainda é incluida a versão espanhol de "Na Moral" do álbum Dias Mejores (de 2010) e para finalizar a faixa "Jogo" que foi a primeira gravação feita pela banda em estúdio, presente no álbum Independente (de 1995).

## Faixas

### CD 1
| Quinze         |                                                                                   |                                                               |         |  |
| N.º            | Título                                                                            | Compositor(es)                                                | Duração |  |
| 1.             | "As Dores do Mundo" (retirado do cd J. Quest de 1996)                             | Hyldon                                                        | 4:14    |  |
| 2.             | "Encontrar Alguém" (retirado do cd J. Quest de 1996)                              | Rogério Flausino; Marco Túlio Lara                            | 3:42    |  |
| 3.             | "Vou Pra Aí" (retirado do cd J. Quest de 1996)                                    | Dudu Marote; M.T. Lara                                        | 5:00    |  |
| 4.             | "De Volta ao Planeta" (retirado do álbum De Volta ao Planeta de 1998)             | M.T. Lara; PJ; R. Fláusino                                    | 4:13    |  |
| 5.             | "Sempre Assim" (retirado do álbum De Volta ao Planeta de 1998)                    | M. Túlio; R. Flausino; PJ; Márcio Buzelin; Paulinho Fonseca   | 3:36    |  |
| 6.             | "Tudo é Você/Hangin' in the Hood" (retirado do álbum De Volta ao Planeta de 1998) | M. Túlio; P. Fonseca / (Frank FitzPatrick)                    | 4:03    |  |
| 7.             | "Fácil" (retirado do álbum De Volta ao Planeta de 1998)                           | R. Flaúsino; Wilson Sideral                                   | 5:18    |  |
| 8.             | "O Vento" (retirado do álbum De Volta ao Planeta de 1998)                         | Márcio Buzelin                                                | 3:36    |  |
| 9.             | "Dias Melhores" (retirado do álbum Oxigênio de 2000)                              | Rogério Flausino                                              | 4:46    |  |
| 10.            | "O Que Eu Também Não Entendo" (retirado do álbum Oxigênio de 2000)                | R. Flausino; Fernanda Mello                                   | 3:44    |  |
| 11.            | "Na Moral" (retirado do álbum Discotecagem Pop Variada de 2002)                   | M. Túlio; Play; R. Flausino; W. Sideral                       | 4:00    |  |
| 12.            | "Só Hoje" (retirado do álbum Discotecagem Pop Variada de 2002)                    | R. Flausino; F. Mello                                         | 3:31    |  |
| 13.            | "Mais Uma Vez" (retirado do álbum Discotecagem Pop Variada de 2002)               | PJ; R. Flausino; F. Mello                                     | 3:32    |  |
| 14.            | "Amor Maior (Ao Vivo)" (retirado do álbum MTV Ao Vivo (Jota Quest) de 2003)       | Rogério Flausino                                              | 3:30    |  |
| 15.            | "Do Seu Lado (Ao Vivo)" (retirado do álbum MTV Ao Vivo (Jota Quest) de 2003)      | Nando Reis                                                    | 4:50    |  |
| 16.            | "Coração (Corazón)" (Inédita)                                                     | Daniel Martin Garcia; David Otero Martin (Versão: Jota Quest) | 4:16    |  |
| Duração total: | Duração total:                                                                    | Duração total:                                                | 65:00   |  |

### CD 2
| Quinze         |                                                                                                   |                                                                              |         |  |
| N.º            | Título                                                                                            | Compositor(es)                                                               | Duração |  |
| 1.             | "É Preciso (A Próxima Parada)" (Inédita)                                                          | Paulinho Fonseca; Rogério Flausino                                           | 4:24    |  |
| 2.             | "Luta de Viver" (Inédita)                                                                         | Rogério Flausino; Wilson Sideral                                             | 3:48    |  |
| 3.             | "Além do Horizonte" (retirado do álbum Até Onde Vai de 2005)                                      | Roberto Carlos; Erasmo Carlos                                                | 4:37    |  |
| 4.             | "O Sol" (retirado do álbum Até Onde Vai de 2005)                                                  | Antônio Júlio Nastácia                                                       | 4:19    |  |
| 5.             | "Já Foi" (retirado do álbum Até Onde Vai de 2005)                                                 | Jota Quest; W. Sideral                                                       | 4:23    |  |
| 6.             | "Palavras de um Futuro Bom" (retirado do álbum Até Onde Vai de 2005)                              | R. Flausino                                                                  | 4:52    |  |
| 7.             | "La Plata" (retirado do álbum La Plata de 2008)                                                   | Jota Quest                                                                   | 3:56    |  |
| 8.             | "Seis e Trinta" (retirado do álbum La Plata de 2008)                                              | Jota Quest                                                                   | 3:56    |  |
| 9.             | "Tudo Me Faz Lembrar Você" (retirado do álbum La Plata de 2008)                                   | Jota Quest                                                                   | 3:45    |  |
| 10.            | "Vem Andar Comigo" (retirado do álbum La Plata de 2008)                                           | Jota Quest                                                                   | 3:54    |  |
| 11.            | "So Special (Ashley Slater Special Mix)" (retirado do álbum La Plata de 2008)                     | Jota Quest; Ashley Slater; Marco A. S. e Pedro Turra                         | 4:17    |  |
| 12.            | "Get Back (Beatles '69)" (retirado do álbum "Beatles '69 Get Back - De Volta ao Beatles" de 2009) | John Lennon; Paul McCartney                                                  | 2:47    |  |
| 13.            | "Na Moral (em Espanhol) (feat. IKV)" (retirado do álbum Dias Mejores de 2010)                     | M. Túlio; Play; R. Flausino; W. Sideral; Dante Spinetta; Emmanuel Horvilleur | 3:57    |  |
| 14.            | "Jogo (CD Independente)" (retirado do álbum Independente de 1995)                                 | M. Buzelin; M.T. Lara                                                        | 3:26    |  |
| Duração total: | Duração total:                                                                                    | Duração total:                                                               | 56:00   |  |

## Divulgação e indicações
Para divulgar a coletânea, a banda se apresentou na final do Big Brother Brasil 11. A banda cantou 10 sucessos, eles foram: "De Volta ao Planeta", "Já Foi", "Na Moral", "É Preciso", "Encontrar Alguém", "Mais Uma Vez", "Além do Horizonte", "Sempre Assim", "Tudo Me Faz Lembrar Você" e para encerrar "Do Seu Lado".
O álbum recebeu uma indicação no Grammy Latino na categoria de Melhor Álbum de Pop Contemporâneo Brasileiro e, consequentemente, ganhou o prêmio, sendo a primeira coletânea brasileira a ganhar um Grammy de Melhor Álbum Pop.

### Turnê
A turnê "15 anos Na Moral", vai passar por 20 cidades brasileiras até o final do ano. O primeiro show está marcado para o dia 14 de maio em Palmas, capital do Tocantins. A banda vai para tocar nas principais capitais brasileiras, encerrando a excursão no dia 3 de dezembro em Florianópolis. "A 'Jota15' é, uma festa que reunirá, além do Jota Quest, parceiros da música, novas bandas e DJs. Eles farão um show misturando hits que marcaram a trajetória, canções inéditas, lados-B, covers e o que der na telha", adianta o vocalista Rogério Flausino."

### Datas
14/05 - Palmas, TO
17/06 - São Paulo, SP
09/07 - Salvador, BA
30/07 - Goiânia, GO
27/07 - São josé dos Campos, SP
05/08 - Belém, PA
06/08 - Manaus, AM
20/08 - Brasília, DF
08/10 - Belo Horizonte, MG
11/10 - Recife, PE
22/10 - Maceió, AL
28/10 - Fortaleza, CE
29/10 - Natal, RN
04/11 - São Luiz, MA
14/11 - Vitória, ES
19/11 - Curitiba, PR
26/11 - Rio de Janeiro, RJ
03/12 - Florianópolis, SC